# Herwarth Schulte
Herwarth Schulte (* 2. September 1902 in Dortmund; † 19. März 1996 ebenda) war ein deutscher Architekt. Bekannt wurde er insbesondere durch den Wiederaufbau der Dortmunder Kirche St. Reinoldi.

## Leben

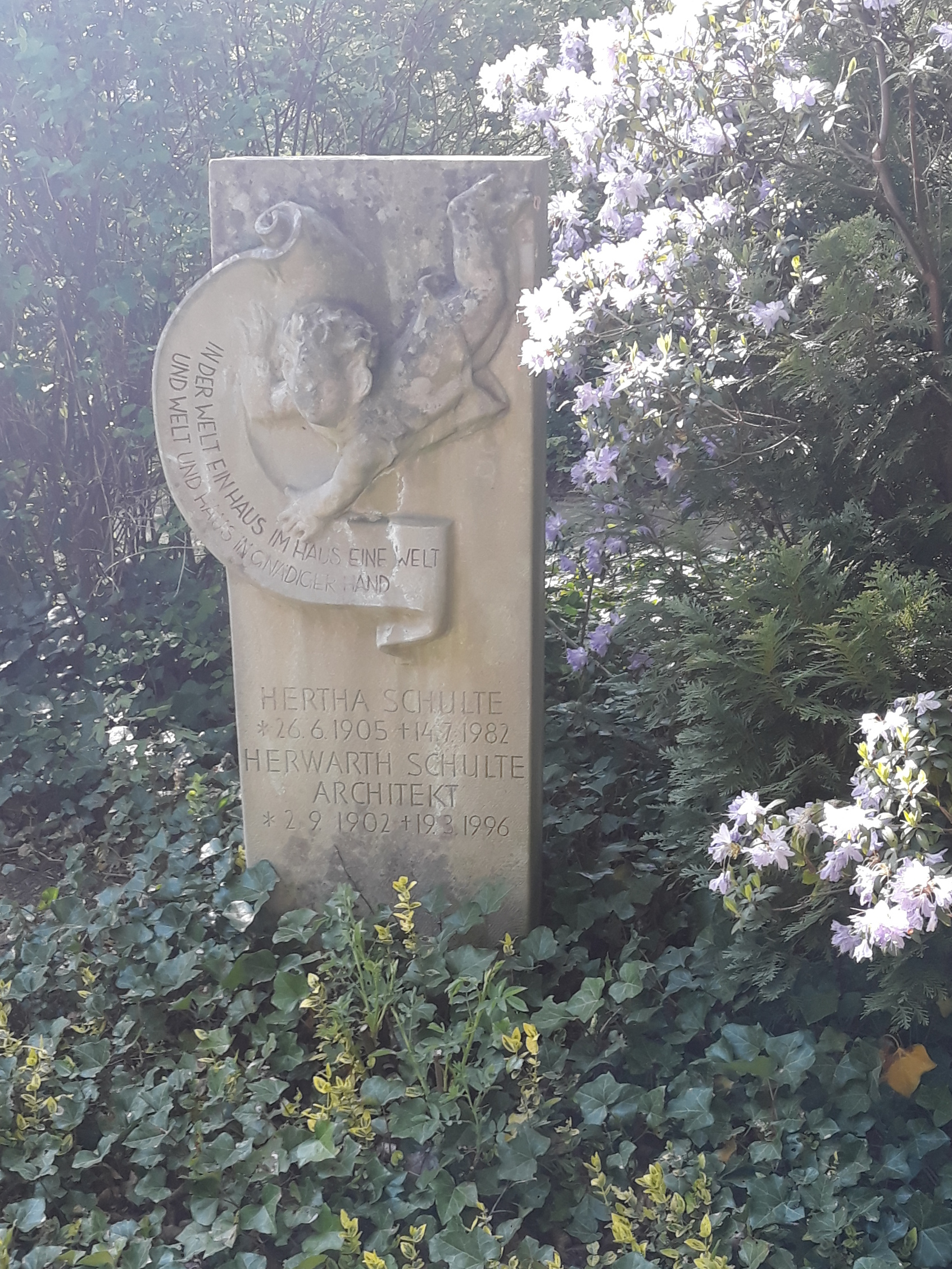
Das Grab von Herwarth Schulte und seiner Ehefrau Hertha auf dem Hauptfriedhof Dortmund

Herwarth Schulte arbeitete nach einem Maurerpraktikum zunächst von 1920 bis 1922 bei dem Architekten Ludwig Feldmann in Dortmund. Parallel bildete er sich durch Abendkurse an der Kunstgewerbeschule Dortmund fort. Von 1922 bis 1923 studierte er an der Baugewerkschule Hildesheim und der Baugewerkschule Münster. Daran schlossen sich eine Tätigkeit in den Dortmunder Architekturbüros von Eckenrath und Schurig (1923–1925), Flerus und Konert (1925–1932) und Ludwig Franzius (1933–1942) an. Dabei wirkte er im Büro Flerus und Konert am Neubau für die Allgemeine Ortskrankenkasse Dortmund am Königswall mit, einem der prägnanten modernen Gebäude im Dortmund jener Jahre. Nach Kriegsdienst und Kriegsgefangenschaft eröffnete Schulte 1946 ein eigenes Architekturbüro in Dortmund.
Als selbständiger Architekt war Herwarth Schulte prägend im Wiederaufbau in Dortmund tätig – insbesondere mit vielen um- und wiederaufgebauten Kirchen wie St. Reinoldi und St. Petri in der Dortmunder Innenstadt, die Pauluskirche in der Nordstadt, St. Johannes an der Bornstraße und der St. Dionysius in Kirchderne, meist mit dazugehörigen Pfarrhäusern und Kindergärten. Bis zum Beginn der 1970er-Jahre führte Schulte etliche weitere Bauten in und um Dortmund aus, darunter die Erweiterung des Hoesch-Verwaltungsgebäudes an der Eberhardstraße und der O-Bus-Betriebsbahnhof in Dortmund-Brünninghausen.

## Nachlass
Herwarth Schultes Nachlass wurde 1996 nach seinem Tod in das heutige Baukunstarchiv NRW übernommen und umfasst das gesamte Werk, mit einem relativ vollständigen Aktenfundus und knapp 4800 Plänen. Der Nachlass stellt somit eine sehr dichte und vollständige Überlieferung eines regional tätigen Architekturbüros der Nachkriegszeit dar. Zudem konnte die vielfältige Bibliothek des Architekten mit 1300 Titeln übernommen werden, deren Buchbestand bis in die 1920er-Jahre zurückreicht.